# Савелий Крамаров
Савелий Викторович Крамаров е съветски и американски актьор.

## Биография
Крамаров е роден на 13 октомври 1934 г. в московския район Бауман. Баща му Виктор Савелийович Крамаров (1900 г., Черкаси – 28 март 1951 г., Туруханск) е известен московски адвокат, арестуван от НКВД през 1938 г. и отново през 1950 г.
Майката на Бенедикт (Басия) Соломоновна почива, когато Савелий е на 16 години. След като завършва училище, Крамаров се опитва да влезе в театралния институт, но не е приет. За да продължи образованието си, Савелий постъпва в Лесотехническия институт. Докато учи в института, през 1954 г. влиза в театралното студио „Първа стъпка“ към Централния дом на работниците по изкуствата.
След завършване на Лесотехническия институт през 1958 г. работи известно време по специалността си. След като решава да напусне работа, Крамаров изпраща снимките си до всички филмови студия в страната и едно от писмата му получава отговор. Тук започва актьорската му кариера. Истинският успех при Крамаров идва с „Неуловимите отмъстители“. Фразата на неговия герой „И по пътя има мъртви мъже с коси ... И – тишина!“ дори става крилата.
През 1967 г. е поканен да работи в Театъра на миниатюрите. Той участва в много филми и е един от най-популярните комедийни актьори до началото на 70-те години. През 1971 г. той участва в най-известната си роля – Коси във филма „Джентълмени с късмет“. През 1972 г. Савелий постъпва в ГИТИС в актьорския отдел. Но след като завършва ГИТИС, Крамаров никога не получава работа в нито един от съветските театри. През 31 октомври 1981 г. заминава от СССР в САЩ. През 1992 г. актьорът отива в Русия като почетен гост на филмовия фестивал „Кинотавр“. Вторият път той се връща в Русия година малко преди смъртта си, през 1994 г. През януари 1995 г. почувствал болка в лявата част на корема. Актьорът търпя няколко дни преди да отиде на лекар. Диагностициран е с рак на дебелото черво. На 2 февруари 1995 г. му е отстранен тумор и е подложен на продължителна химиотерапия, което се отразява негативно на тялото му. Коремната му операция води до усложнения – ендокардит и последващи тромбоза и инсулт. Умира от инсулт на 6 юни 1995 г.

## Избрана филмография
| Година | Заглавие на български                                       | Оригинално заглавие                                    | Роля                                                   | Режисьор | Бележки |
| ------ | ----------------------------------------------------------- | ------------------------------------------------------ | ------------------------------------------------------ | -------- | ------- |
| 1960   | „Сбогом, гълъби“                                            | Прощайте, голуби                                       | Васька хулигански                                      |          |         |
| 1966   | „Неуловимите отмъстители“                                   | Неуловимые мстители                                    | Илюха                                                  |          |         |
| 1968   | „Новите приключения на неуловимите“                         | Новые приключения неуловимых                           | Илюха                                                  |          |         |
| 1968   | „Трембита“                                                  | Трембита                                               | Петро                                                  |          |         |
| 1970   | „Тайната на желязната врата“                                | Тайна железной двери                                   | Китарист Зайцев                                        |          |         |
| 1971   | „12-те стола“                                               | 12 стульев                                             | едноокият председател по секцията на шахмат на Васюков |          |         |
| 1971   | „Джентълмени с късмет“                                      | Джентельмены удачи                                     | Федор Ермаков                                          |          |         |
| 1973   | „Иван Василиевич сменя професията си“                       | Иван Васильевич меняет профессию                       | Феофан                                                 |          |         |
| 1973   | „Голямо междучасие“                                         | Большая перемена                                       | Петя Тимохин                                           |          |         |
| 1975   | „Не може да бъде!“                                          | Не может быть!                                         | Сережа                                                 |          |         |
| 1975   | „Афоня“                                                     | Афоня                                                  | Егоза                                                  |          |         |
| 1976   | „Дванадесетте стола“                                        | Двенадцать стульев                                     | Виктор Полесов                                         |          |         |
| 1977   | „Тези невероятни музиканти или новите съновидения на Шурик“ | Эти невероятные музыканты, или Новые сновидения Шурика | Камео                                                  |          |         |
| 1993   | „Руски бизнес“                                              | Русский бизнес                                         | чичо Вася                                              |          |         |
| 1994   | „Любовна афера“                                             | Love Affair                                            | руски моряк-телефонист                                 |          |         |